# Kissing Strangers
Kissing Strangers è un singolo del gruppo musicale statunitense DNCE, in collaborazione con la rapper trinidadiana Nicki Minaj, pubblicato il 14 aprile 2017.
Viene anche usato come sigla del programma televisivo Colorado.

## Video musicale
Il video musicale è stato pubblicato l'11 maggio del 2017 sulla piattaforma YouTube e vede la partecipazione dell'attrice Brianna Hildebrand nei primi secondi di esso.

## Tracce
Testi e musiche di Justin Tranter, Mattias Larsson, Onika Maraj e Robin Fredriksson.
1. Kissing Strangers (feat. Nicki Minaj) – 3:22